# Street-Legal
| 전문가 평가                   | 전문가 평가   |
| 평가 점수                     | 평가 점수     |
| 출처                          | 점수          |
| ----------------------------- | ------------- |
| AllMusic                      | [ 1 ]         |
| Christgau's Record Guide      | C+            |
| Rolling Stone                 | (unfavorable) |
| The Rolling Stone Album Guide | [ 4 ]         |
| Tom Hull                      | B–            |

《Street-Legal》은 1978년 6월 15일, 컬럼비아 레코드가 발매한 미국의 싱어송라이터 밥 딜런의 열여덟 번째 스튜디오 음반이다. 이 음반은 여성 백 보컬리스트를 포함한 대형 팝 록 밴드를 사용하는 딜런에게 있어 하나의 출발점이었다.

## 배경
《Street-Legal》에서 일이 시작되기 전에 딜런의 사생활은 큰 변화를 겪었다. 딜런은 1977년 2월, 레너드 코언이 새 음반 《Death of a Ladies's Man》을 녹음하고 있던 골드 스타 스튜디오에서 필 스펙터, 앨런 긴즈버그와 함께 며칠을 보냈다. 딜런 등이 상당한 양의 술을 마시게 된 한 세션이 끝난 뒤 딜런은 코언의 오랜 친구인 말카와 함께 말리부 자택으로 돌아왔다. 사라 딜런의 법률대리인(1977년 3월 공개)의 선언에 따르면, "22일... 사라는 아침식사로 내려와서 딜런과 아이들, 그리고 아침식사 테이블에서 말카라는 여자를 발견했다. 딜런이 자신의 얼굴을 때리고 나가라고 명령한 것은 그때였다고 했다." 이 진술이 사실인지는 확실하지 않다. 어떤 추가적인 정황이나 정보는 래피디 판사에 의해 봉인되었다. (라페디 판사는 또한 딜런의 전 부인의 주장에 대한 답변을 봉쇄했다. 그 명령은 딜런의 답변이 제출되기 전에 내려졌다.) 그 이혼은 빠르게 해결되어 1977년 6월에 최종 결말이 났고, 화해를 위한 노력은 거의 하지 않았다. 사라는 아이들의 초기 양육권을 받을 것이다.
그 사이 딜런은 딜런이 지금은 없어진 롤링 썬더 리뷰와 함께 투어 첫 발을 내디딘 1975년 가을 촬영된 불운한 영화 《레날도와 클라라》를 여전히 편집하고 있었다. 여름이 다가오자 딜런은 영화를 잠시 쉬고 미네소타주에 있는 자신의 농장으로 돌아왔는데, 딜런과 관계를 시작한 그의 자녀들과 패리디 맥프리가 동행했다. 그곳에서 그는 〈Changing of the Guards〉, 〈No Time to Think〉, 〈Where Are You Tonight?〉를 포함한 새로운 노래 세트를 쓰기 시작했다. 궁극적으로 《Street-Legal》에 수록된 9곡 중 적어도 6곡이 이 시기에 작곡되었다.
1977년 8월 16일, 엘비스 프레슬리가 테네시주 멤피스의 침례교 기념 병원에서 오후 3시 30분에 사망했다는 소식이 전해지면서 그의 작업은 차질을 빚었다. 딜런은 "평생 다 훑어봤다"며 회상했다. "저는 어린 시절을 모두 훑어 보았습니다. 일주일 동안 아무하고도 얘기 안 했어요."
그 해 가을, 사라가 아이들과 함께 하와이로 이사할 수 있도록 법원에 허가를 요청했을 때 또 다른 양육권 싸움이 일어났다. 딜런이 12년 만에 월드 투어를 계획 중이었고, 딜런이 캘리포니아주 샌타모니카에 있는 오션 앤 메인 모퉁이에 있는 오래된 3층짜리 빌딩에 5년 임대 계약을 맺으면서 이미 무대가 마련되어 있었기 때문에 당시로서는 큰 혼란이었다. '런다운'으로 불리는 이 건물은 곧 리허설 공간과 스튜디오로 개조되었고, 9월경에는 이미 1976년 딜런의 로드팀 소속이었던 조엘 번스타인과 아서 로사토 두 명의 엔지니어와 함께 이 건물을 제작했다.

## 곡 목록
| #  | 제목                       | 재생 시간 |
| -- | -------------------------- | --------- |
| 1. | 〈Changing of the Guards〉 | 6:41      |
| 2. | 〈New Pony〉               | 4:28      |
| 3. | 〈No Time to Think〉       | 8:19      |
| 4. | 〈Baby, Stop Crying〉      | 5:19      |

| #  | 제목                                                   | 재생 시간 |
| -- | ------------------------------------------------------ | --------- |
| 1. | 〈Is Your Love in Vain?〉                              | 4:30      |
| 2. | 〈Señor (Tales of Yankee Power)〉                      | 5:42      |
| 3. | 〈True Love Tends to Forget〉                          | 4:14      |
| 4. | 〈We Better Talk This Over〉                           | 4:04      |
| 5. | 〈Where Are You Tonight? (Journey Through Dark Heat)〉 | 6:16      |

## 인증
| 국가                                                  | 인증     | 판매량/출하량 |
| ----------------------------------------------------- | -------- | ------------- |
| 오스트레일리아 (ARIA)                                 | 플래티넘 | 70,000^       |
| 캐나다 (뮤직 캐나다)                                  | 플래티넘 | 100,000^      |
| 프랑스 (SNEP)                                         | 골드     | 100,000*      |
| 노르웨이 (IFPI 노르웨이)                              | 골드     | 50,000        |
| 영국 (BPI)                                            | 플래티넘 | 300,000^      |
| 미국 (RIAA)                                           | 골드     | 500,000^      |
| *판매량을 기반으로 한 인증 ^출하량을 기반으로 한 인증 |          |               |